# フレドリック・ユングベリ
フレドリック・ユングベリ（Karl Fredrik Ljungberg, 1977年4月16日 - ）は、スウェーデン・ヴィット出身の元サッカー選手。サッカー指導者。現役時代のポジションはミッドフィールダー、フォワード。セカンドトップ、ウイング、トップ下、サイドハーフ、センターハーフをこなす。元スウェーデン代表。
日本では「フレドリク・リュングベリ」、「リュンベリ」等とも表記されてきたが、「フレドリック・ユングベリ」としてJリーグに正式登録された。

## 経歴

### 選手時代

#### クラブ

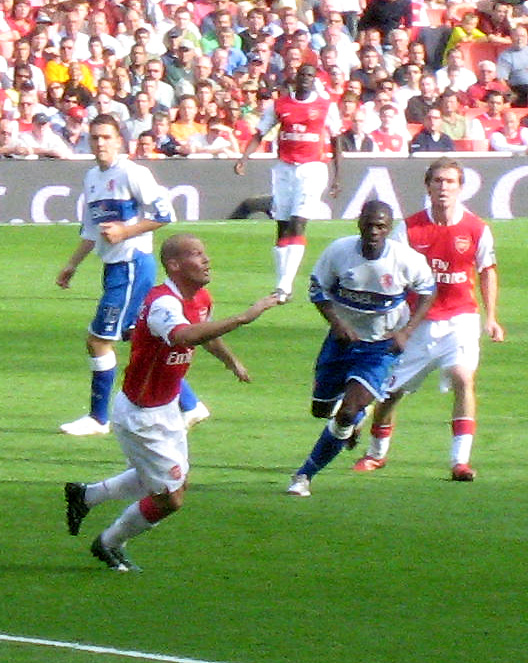
アーセナル時代のユングベリ

1989年、12歳の時に地元のクラブであるハルムスタッドBKの下部組織に加入し、1994年10月23日のAIKソルナ戦でトップチームデビューした。1995年シーズンはリーグ戦31試合に出場して1得点を挙げ、スウェディッシュ・カップを制した。1997年にはアルスヴェンスカン優勝を果たし、ハルムスタッドBKでは公式戦通算139試合に出場して16得点を記録した。
1998年、プレミアリーグのアーセナルFCに移籍。移籍金300万ポンドは当時のスウェーデン人選手史上最高額であった。途中出場したマンチェスター・ユナイテッドFC戦で初得点を決め、デビュー戦を3-0の勝利で飾った。2001年のFAカップ決勝ではリヴァプールFCと対戦し、イングランド国外の選手として初めて同大会決勝での得点を記録したが、試合には敗れて準優勝に終わった。2001-02シーズンは最高のコンディションを維持し、プレミアリーグとFAカップの2冠を達成した。FAカップ決勝ではチェルシーFCと対戦し、史上初めて2年連続で同大会決勝での得点を記録した。2005-06シーズンにはUEFAチャンピオンズリーグで決勝に進出し、怪我を押してFCバルセロナとの試合に出場した。2008年にはアーセナルFCのファンが選ぶベストプレーヤーの11位に選ばれた。
2007年7月23日、4年契約でウェストハム・ユナイテッドFCに移籍した。2007-08シーズン開幕戦のマンチェスター・シティFC戦でデビューし、その試合ではキャプテンを務めた。2008年2月9日のバーミンガム・シティFC戦で初得点を記録した。
2008年10月28日、MLSのシアトル・サウンダーズFCと契約した。2010年7月30日、シカゴ・ファイアーにトレードされ、ロサンゼルス・ギャラクシー戦でデビューした。リーグ戦15試合に出場し、2010年末のメジャーリーグサッカー閉幕を持ってシカゴ・ファイヤーを離れた。トライアルを経て、2010年12月30日にスコティッシュ・プレミアリーグのセルティックFCとシーズン終了までの契約を結ぶ。2011年8月27日、清水エスパルスと契約したことがFIFA公式サイトなどで報道され、清水の早川巌会長が正式にユングベリの獲得を発表した。2013年1月までの契約で、推定年俸は6000万円。2012年2月14日、清水は怪我の治療の為に帰国中のユングベリとの契約を解除すると発表。一度は現役引退を表明したが2014年10月から新たに始まったインディアン・スーパーリーグのムンバイ・シティFCにマーキングプレーヤーとして加入し3カ月間のみ現役復帰した。

#### 代表
1997年1月24日、フロリダ州オーランドで行われたアメリカ戦でスウェーデン代表デビューした。1998年5月28日、マルメで行われたデンマークとの親善試合で初得点を挙げた。チームメイトのDFオロフ・メルベリとは犬猿の仲として有名であり、2002 FIFAワールドカップ前の合宿中には取っ組合いのケンカをした。2002 FIFAワールドカップでは腰の故障で目立った活躍ができなかったが、2004年のUEFA EURO 2004は準々決勝まで全試合にフル出場した。2006 FIFAワールドカップ・ヨーロッパ予選では、ズラタン・イブラヒモビッチ、ヘンリク・ラーションそしてユングベリの3人でチームの3分の2のゴール数をたたきこみ、本大会出場に貢献した。本大会では準々決勝で敗退したが、全試合に出場して1得点を決めている。スウェーデン代表として最後の試合は2008年6月18日のUEFA EURO 2008グループリーグ・ロシア戦であった。6月27日、10年に及ぶ代表生活から退くことを発表した。

### 指導者時代
2016年7月、アーセナルアカデミーのU-15チーム監督に就任した。
2017年2月27日、VfLヴォルフスブルクの監督に就任したアンドリース・ヨンカーのアシスタントコーチを務めることが発表された。2017年9月、ヨンカーの解任と共にユングベリもチームを去ることとなった。
2018年6月12日、アーセナルはユングベリがアーセナルU-23チームの監督としてチームに戻ってくることを発表した。2019年6月5日、エメリ監督のアシスタントコーチとしてトップチームに昇格した。2019年11月29日、成績不振によるエメリの監督解任と同時にユングベリが暫定監督として指揮を執ることが発表された。同年12月20日、ミケル・アルテタがアーセナルの監督に正式就任し、翌日のエヴァートンFC戦を最後に暫定監督としての役割を終えることが発表された。同年12月24日、アシスタントコーチとしてチームに留まることが発表された。2020年8月22日、アシスタントコーチを退任してアーセナルを離れることが発表された。

## プレースタイル
中盤ならどこでもプレーでき、フォワードを務めることもできる。
フィジカルの強さ、運動量、加速力を武器とした攻撃的なスタイルを特徴とし、キャリア全盛期には欧州最高峰のアタッカーとも評された。清水加入時には34歳であったが、走力について監督のゴトビは「清水の中でも一番速いのでは」と評したとされる。

## 人物

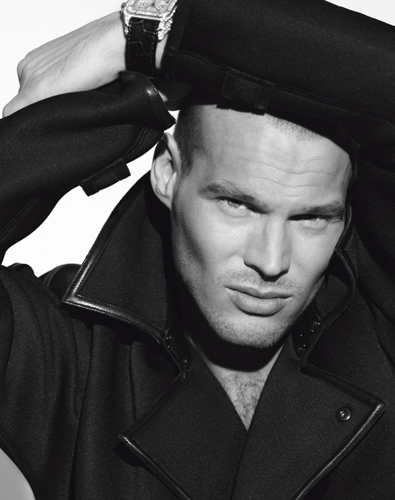
母国の男性誌でモデルを務めるユングベリ

2007年よりカルバン・クラインの下着モデルを務めている。同性からも人気があるサッカー選手であり、ゲイ雑誌のサッカー選手人気投票で何度も1位を獲得している。しかし本人は異性愛者で、モデルの女性が恋人である。
アーセナルFC所属時にはクラブカラーを模して赤く染め上げたモヒカンの髪型をしていた時期があり、頻繁に髪型を変えることでも知られていた。

## 個人成績

### クラブ
| 国内大会個人成績 | 国内大会個人成績 | 国内大会個人成績 | 国内大会個人成績   | 国内大会個人成績 | 国内大会個人成績           | 国内大会個人成績 | 国内大会個人成績  | 国内大会個人成績 | 国内大会個人成績 | 国内大会個人成績 | 国内大会個人成績 |
| 年度             | クラブ           | 背番号           | リーグ             | リーグ戦         | リーグ戦                   | リーグ杯         | リーグ杯          | オープン杯       | オープン杯       | 期間通算         | 期間通算         |
| 年度             | クラブ           | 背番号           | リーグ             | 出場             | 得点                       | 出場             | 得点              | 出場             | 得点             | 出場             | 得点             |
| スウェーデン     | スウェーデン     | スウェーデン     | スウェーデン       | リーグ戦         | リーグ戦                   | リーグ杯         | リーグ杯          | オープン杯       | オープン杯       | 期間通算         | 期間通算         |
| ---------------- | ---------------- | ---------------- | ------------------ | ---------------- | -------------------------- | ---------------- | ----------------- | ---------------- | ---------------- | ---------------- | ---------------- |
| 1994             | ハルムスタッズ   |                  | アルスヴェンスカン | 1                | 0                          |                  |                   |                  |                  |                  |                  |
| 1995             | ハルムスタッズ   |                  | アルスヴェンスカン | 16               | 1                          |                  |                   |                  |                  |                  |                  |
| 1996             | ハルムスタッズ   |                  | アルスヴェンスカン | 20               | 2                          |                  |                   |                  |                  |                  |                  |
| 1997             | ハルムスタッズ   |                  | アルスヴェンスカン | 24               | 5                          |                  |                   |                  |                  |                  |                  |
| 1998             | ハルムスタッズ   |                  | アルスヴェンスカン | 18               | 2                          |                  |                   |                  |                  |                  |                  |
| イングランド     | イングランド     | イングランド     | イングランド       | リーグ戦         | リーグ戦                   | FLカップ         | FLカップ          | FAカップ         | FAカップ         | 期間通算         | 期間通算         |
| 1998-99          | アーセナル       |                  | プレミア           | 16               | 1                          | 2                | 0                 | 3                | 0                | 21               | 1                |
| 1999-00          | アーセナル       |                  | プレミア           | 26               | 6                          | 0                | 0                 | 2                | 0                | 28               | 6                |
| 2000-01          | アーセナル       |                  | プレミア           | 30               | 6                          | 0                | 0                 | 5                | 1                | 35               | 7                |
| 2001-02          | アーセナル       |                  | プレミア           | 25               | 12                         | 0                | 0                 | 5                | 2                | 30               | 14               |
| 2002-03          | アーセナル       |                  | プレミア           | 20               | 6                          | 0                | 0                 | 4                | 1                | 24               | 7                |
| 2003-04          | アーセナル       |                  | プレミア           | 30               | 4                          | 0                | 0                 | 4                | 4                | 34               | 8                |
| 2004-05          | アーセナル       |                  | プレミア           | 26               | 10                         | 0                | 0                 | 6                | 2                | 32               | 12               |
| 2005-06          | アーセナル       |                  | プレミア           | 25               | 1                          | 1                | 0                 | 1                | 0                | 27               | 1                |
| 2006-07          | アーセナル       |                  | プレミア           | 18               | 0                          | 0                | 0                 | 3                | 1                | 21               | 1                |
| 2007-08          | ウェストハム     |                  | プレミア           | 25               | 2                          | 2                | 0                 | 1                | 0                | 28               | 2                |
| アメリカ         | アメリカ         | アメリカ         | アメリカ           | リーグ戦         | リーグ戦                   | リーグ杯         | リーグ杯          | USオープン杯     | USオープン杯     | 期間通算         | 期間通算         |
| 2009             | シアトル         |                  | MLS                | 22               | 2                          |                  |                   |                  |                  |                  |                  |
| 2010             | シアトル         |                  | MLS                | 15               | 0                          |                  |                   |                  |                  |                  |                  |
| 2010             | シカゴ           |                  | MLS                | 15               | 2                          |                  |                   |                  |                  |                  |                  |
| スコットランド   | スコットランド   | スコットランド   | スコットランド     | リーグ戦         | リーグ戦                   | S・リーグ杯      | S・リーグ杯       | スコティッシュ杯 | スコティッシュ杯 | 期間通算         | 期間通算         |
| 2010-11          | セルティック     |                  | プレミア           | 7                | 0                          | 0                | 0                 | 1                | 0                | 8                | 0                |
| 日本             | 日本             | 日本             | 日本               | リーグ戦         | リーグ戦                   | リーグ杯         | リーグ杯          | 天皇杯           | 天皇杯           | 期間通算         | 期間通算         |
| 2011             | 清水             | 21               | J1                 | 8                | 0                          | 2                | 0                 |                  |                  |                  |                  |
| 2012             | 清水             | 9                | J1                 | 0                | 0                          | 0                | 0                 |                  |                  |                  |                  |
| インド           | インド           | インド           | インド             | リーグ戦         | リーグ戦                   | リーグ杯         | リーグ杯          | オープン杯       | オープン杯       | 期間通算         | 期間通算         |
| 2014             | ムンバイ         |                  | スーパー           | 4                | 0                          |                  |                   |                  |                  |                  |                  |
| 通算             | スウェーデン     | スウェーデン     | アルスヴェンスカン | 79               | 10\|\|\|\|\|\|\|\|\|\|\|\| |                  |                   |                  |                  |                  |                  |
| 通算             | イングランド     | イングランド     | プレミア           | 241              | 48                         | 3                | 0                 | 34               | 11               | 278              | 59               |
| 通算             | アメリカ         | アメリカ         | MLS                | 52               | 4\|\|\|\|\|\|\|\|\|\|\|\|  |                  |                   |                  |                  |                  |                  |
| 通算             | スコットランド   | スコットランド   | プレミア           | 7                | 0                          | 0                | 0                 | 1                | 0                | 8                | 0                |
| 通算             | 日本             | 日本             | J1                 | 8                | 0                          | 2                | 0\|\|\|\|\|\|\|\| |                  |                  |                  |                  |
| 通算             | インド           | インド           | スーパー           | 4                | 0\|\|\|\|\|\|\|\|\|\|\|\|  |                  |                   |                  |                  |                  |                  |
| 総通算           | 総通算           | 総通算           | 総通算             | 391              | 63\|\|\|\|\|\|\|\|\|\|\|\| |                  |                   |                  |                  |                  |                  |

## 代表歴

### 出場大会
- スウェーデン代表
  - 2002 FIFAワールドカップ
  - 2006 FIFAワールドカップ

### 試合数
- 国際Aマッチ 75試合 14得点（1998年-2008年）[22]

| スウェーデン代表 | 国際Aマッチ | 国際Aマッチ |
| 年               | 出場        | 得点        |
| ---------------- | ----------- | ----------- |
| 1998             | 6           | 1           |
| 1999             | 7           | 1           |
| 2000             | 8           | 0           |
| 2001             | 9           | 0           |
| 2002             | 5           | 0           |
| 2003             | 4           | 1           |
| 2004             | 10          | 4           |
| 2005             | 7           | 5           |
| 2006             | 8           | 1           |
| 2007             | 6           | 1           |
| 2008             | 5           | 0           |
| 通算             | 75          | 14          |

### 得点
| 得点 | 日時           | 場所           | 相手               | スコア | 結果 | 大会                                    |
| ---- | -------------- | -------------- | ------------------ | ------ | ---- | --------------------------------------- |
| 1.   | 1998年5月28日  | マルメ         | デンマーク         | 1-0    | 3-0  | 親善試合                                |
| 2.   | 1999年3月31日  | ホジューフ     | ポーランド         | 1-0    | 1-0  | UEFA EURO 2000予選                      |
| 3.   | 2003年6月7日   | セラヴァッレ   | サンマリノ         | 0-3    | 0-6  | UEFA EURO 2004予選                      |
| 4.   | 2004年6月14日  | リスボン       | ブルガリア         | 1-0    | 5-0  | UEFA EURO 2004                          |
| 5.   | 2004年9月4日   | タ・アーリ     | マルタ             | 0-4    | 0-7  | 2006 FIFAワールドカップ・ヨーロッパ予選 |
| 6.   | 2004年9月4日   | タ・アーリ     | マルタ             | 0-6    | 0-7  | 2006 FIFAワールドカップ・ヨーロッパ予選 |
| 7.   | 2004年10月9日  | ストックホルム | ハンガリー         | 1-0    | 3-0  | 2006 FIFAワールドカップ・ヨーロッパ予選 |
| 8.   | 2005年2月9日   | パリ           | フランス           | 0-1    | 1-1  | 親善試合                                |
| 9.   | 2005年3月26日  | ソフィア       | ブルガリア         | 0-1    | 0-3  | 2006 FIFAワールドカップヨーロッパ予選   |
| 10.  | 2005年3月26日  | ソフィア       | ブルガリア         | 0-3    | 0-3  | 2006 FIFAワールドカップヨーロッパ予選   |
| 11.  | 2005年6月4日   | ヨーテボリ     | マルタ             | 5-0    | 6-0  | 2006 FIFAワールドカップヨーロッパ予選   |
| 12.  | 2005年9月3日   | ストックホルム | ブルガリア         | 1-0    | 3-0  | 2006 FIFAワールドカップヨーロッパ予選   |
| 13.  | 2006年6月15日  | ベルリン       | パラグアイ         | 1-0    | 1-0  | 2006 FIFAワールドカップ                 |
| 14.  | 2007年10月13日 | ファドゥーツ   | リヒテンシュタイン | 0-1    | 0-3  | UEFA EURO 2008予選                      |

## 監督成績
2019年12月15日現在
| クラブ     | 就任           | 退任           | 記録 | 記録 | 記録 | 記録 | 記録   |
| クラブ     | 就任           | 退任           | 試   | 勝   | 分   | 敗   | 勝率   |
| ---------- | -------------- | -------------- | ---- | ---- | ---- | ---- | ------ |
| アーセナル | 2019年11月29日 | 2019年12月20日 | 5    | 1    | 2    | 2    | 020.00 |
| 合計       | 合計           | 合計           | 5    | 1    | 2    | 2    | 020.00 |

## タイトル

### クラブ
ハルムスタッドBK
- アルスヴェンスカン (1) : 1997
- スウェディッシュ・カップ (1) : 1995

アーセナルFC
- プレミアリーグ (2) : 2001-02, 2003-04
- FAカップ (3) : 2002, 2003, 2005
- コミュニティシールド (1) : 1999

シアトル・サウンダーズFC
- USオープンカップ (1) : 2009

### 個人
- グルドボレン (2) : 2002, 2006